# Banque de développement des Caraïbes

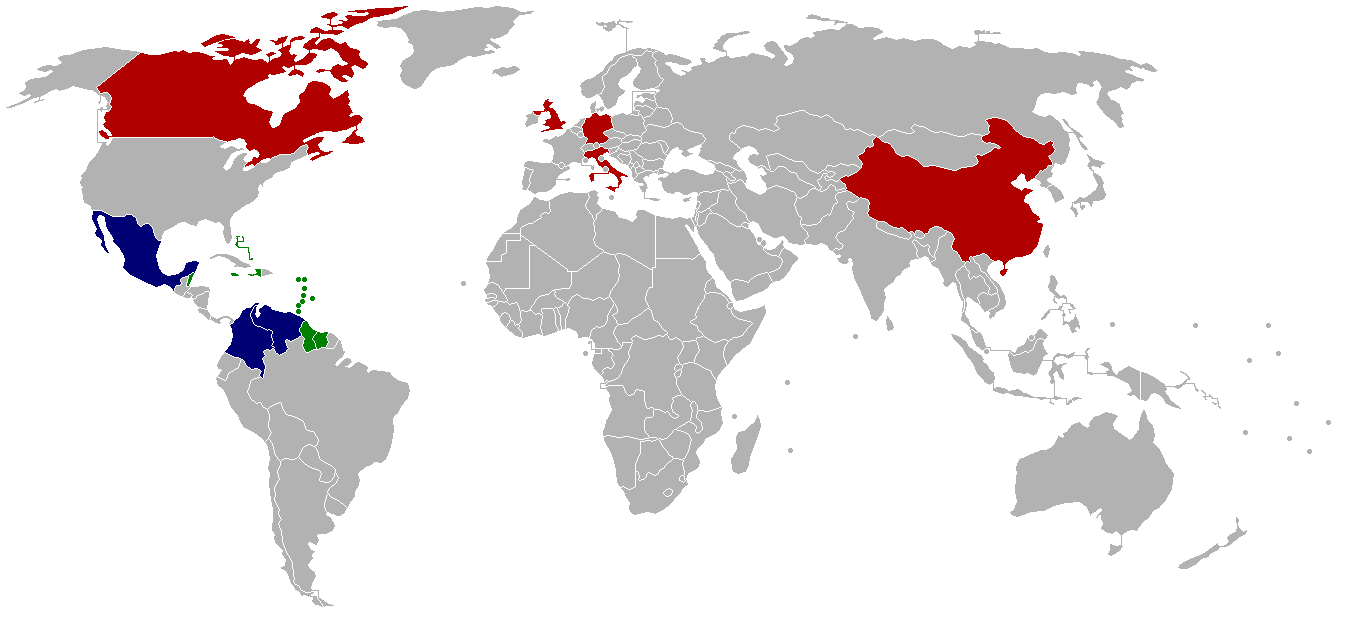
Membres régionaux : vert,
Autres membres : bleu,
Membres non régionaux : rouge.

La Banque de développement des Caraïbes (BDC), en anglais : Caribbean Development Bank (CDB), est une banque de développement ayant son siège à Bridgetown à la Barbade. Elle est fondée en 1969 à Kingston en Jamaïque.
- Membres : Anguilla, Antigua-et-Barbuda, Bahamas, Barbade, Belize, Îles Vierges britanniques, Îles Caïmans, Dominique, Grenade, Guyana, Haïti, Jamaïque, Montserrat, Saint-Christophe-et-Niévès, Sainte-Lucie, Saint-Vincent-et-les-Grenadines, Suriname, Trinité-et-Tobago, Îles Turques-et-Caïques.
- Autres membres régionaux : Colombie, Mexique, Venezuela.
- Autres membres non-régionaux : Canada, Chine, Allemagne, Italie, Royaume-Uni.
- Adhésion en cours : la France, au titre de la Guadeloupe, de la Martinique et de la Guyane[1].

## Personnalités liées
- Marsha K. Caddle, femme politique et économiste de la Barbade. Elle est gestionnaire de stratégie de gouvernance pour la Banque de développement des Caraïbes.